# Tyranny
Singles
1. Human Sadness
Sortie : 2 septembre 2014[1]
2. Where No Eagles Fly
Sortie : 9 septembre 2014[2]

Tyranny est le premier album studio de The Voidz, projet parallèle du chanteur de The Strokes, Julian Casablancas. Il est sorti le  23 septembre 2014 sous le label de Casablancas, Cult Records.
En précommande digitale pour 3,87 dollars, l'album est décrit par Casablancas comme « contestataire »,.

## Liste des pistes
Toutes les chansons sont écrites et composées par Julian Casablancas, sauf indication contraire.
| 1.      | Take Me in Your Army (Jake Bercovici, Casablancas) | 4:20  |
| 2.      | Crunch Punch                                       | 4:50  |
| 3.      | M.utually A.ssured D.estruction                    | 2:31  |
| 4.      | Human Sadness (Alex Carapetis, Casablancas)        | 10:56 |
| 5.      | Where No Eagles Fly (Bercovici, Casablancas)       | 3:44  |
| 6.      | Father Electricity                                 | 7:23  |
| 7.      | Johan Von Bronx                                    | 5:58  |
| 8.      | Business Dog (Casablancas, Jeramy Gritter)         | 2:35  |
| 9.      | Xerox                                              | 5:01  |
| 10.     | Dare I Care                                        | 6:07  |
| 11.     | Nintendo Blood                                     | 5:53  |
| 12.     | Off to War...                                      | 3:17  |
| 1:02:25 |                                                    |       |